# Nauruská občanská válka
Nauruská občanská válka byl konflikt probíhající mezi lety 1878 a 1888 na tichomořském ostrově Nauru. Válku mezi znepřátelenými domorodými kmeny, která měla za následek snížení obyvatelstva o třetinu, ukončila až intervence Německého císařství.

## Důvody války a její počátek
Již od objevení ostrova britským kapitánem Johnem Fearnem v roce 1798 se stal ostrov dočasným útočištěm pirátů. Se zvyšující se frekvencí návštěv v polovině 19. století se mezi domorodce dostávalo více zbraní, tabáku a alkoholu (i když jsou záznamy o výrobě palmového vína domorodci, evropský alkohol měl větší podíl ethanolu).

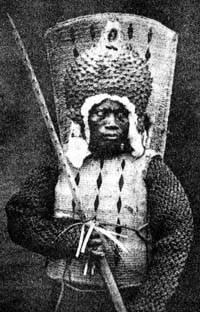
Nauruský válečník, okolo roku 1880

V roce 1878 došlo na jedné svatbě k roztržce, kdy jeden z domorodých obyvatel pod vlivem alkoholu zastřelil pistolí syna náčelníka jednoho z kmenů, což vyústilo v celoostrovní konflikt 12 kmenů kvůli touze po pomstě a faktickému ovládnutí zbytku ostrova. Jsou zaznamenány podobné incidenty v letech předchozích, které však neeskalovaly do takových rozměrů hlavně kvůli absenci výkonných zbraní. Celý ostrov se tak rozdělil na severní a jižní část, které proti sobě bojovaly.

## Britské intervence
21. září 1881 se k ostrovu přiblížila britská bitevní loď s cílem zjištění situace na ostrově, přičemž na ostrově komunikovali s evropským imigrantem Williamem Harrisem, který utekl v roce 1842 z ostrova Norfolk. Ten se sešel s místním králem Aweidou, a ten projevil přání britské intervence vedoucí k zastavení občanské války. Z neznámého důvodu však k intervenci nedošlo a loď odplula.
V roce 1887 připlul k ostrovu námořní kapitán Frederick Moss se svým škunerem Buster také za účelem zjištění aktuálního stavu konfliktu; dle písemných záznamů byl na ostrově poměrně klid, i když drtivá většina obyvatel byla ozbrojena palnými zbraněmi. Místní obyvatelé prý, dle slov Williama Harrise, který na ostrově žil již od roku 1842, byli již válkou znaveni, ale ani jedna ze stran nebyla ochotna složit zbraně. Požádali tak britské vojáky, aby vyjednali úplně odzbrojení celého ostrova a přítomnost křesťanského misionáře. Plány na uklidnění situace však opět nevyšly.

## Německá intervence a konec války
Nestabilita regionu způsobená občanskou válkou netrápila tolik Velkou Británii jako Německé císařství, které z blízkých kolonií vozilo kokosy, kakao a kopru. Určitou roli sehrál také Robert Rasch, německý obchodník na Nauru, který napsal německé koloniální správě dopis, ve kterém ji žádal o vojenskou intervenci. Německé úřady tak doporučily německé armádě vojenské obsazení ostrova. Úředně došlo k obsazení 16. dubna 1888 a zároveň s tím byly zakázány zbraně a veškerý alkohol.

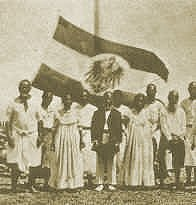
Ceremonie obsazení ostrova Německým císařstvím 2. října 1888

Dne 1. října 1888 připlul k Nauru německý dělový člun SMS Eber s 87člennou posádkou a celý ostrov vojensky obsadil na základě Anglo-německé smlouvy. Setkal se s Williamem Harrisem a přivezl s sebou i křesťanské misionáře (jednoho římskokatolického a druhého protestantského) z Gilbertových ostrovů. 2. října 1888 pak došlo k zatčení vůdců jednotlivých domorodých kmenů a proběhlo oficiální obsazení ostrova s vlajkovou ceremonií. Další den, 3. října 1888, byli všichni zatčení vůdcové popraveni a místním obyvatelům odebrány všechny palné zbraně, kterých bylo přes 765 kusů, a několik tisíc nábojů.
Válka měla za následek snížení populace o třetinu; z původních 1400 obyvatel na 900. Mimo to ztratil ostrov svoji samostatnost až do 31. ledna 1968.